# DWK 220 B
A DWK 220 B kéttengelyes dízel-mechanikus tolatómozdony-sorozat, amelyet a Deutsche Werke Kiel (DWK) gyártott 1938 és 1943 között, összesen 34 példányban.
A DWK utódvállalata, a Maschinenbau Kiel is gyártott a DWK 220 B sorozat alapján egy mozdonytípust, amelynél a motor lecserélésén felül nagyobb változtatások nem történtek. A sorozatból 17 példányt gyártottak 1951-ben és 1953-ban és MaK 240 B gyári típusjelöléssel, illetve az SJ Z6 és SJ Z69 üzemeltetői sorozatszámon ismert.

## Fejlesztés
Az első generációs DWK-mozdonytípusok tervezésénél ugyan nagy hangsúlyt fektettek a széleskörű szabványosításra, azonban a mozdonyok még a teljesítménycsoportjukon belül is jelentősen eltérhettek egymástól. Ez és a műszaki fejlődés arra késztette a DWK mérnökeit, hogy 1938-ban egy átdolgozott termékprogramot indítsanak. A 220 B is a DWK második típusprogramjába tartozik, és az első generációs, 1935 és 1938 között gyártott D 200 típusának továbbfejlesztése.
A típust kifejezetten a Birodalmi Légügyi Minisztériumnak (Reichsluftfahrtministerium) fejlesztették ki. A második világháború után a Deutsche Bundesbahnhoz került nyolc példány. Mivel a mozdonyok karbantartása nehézkes és a pótalkatrészek beszerzése költséges volt, ezért ezeket az 1950-es évek elején 200 metrikus lóerős Maschinenbau Kiel „MS 24” típusú motorral és Voith-hidraulikus hajtóművel szerelték fel.

### MaK 240 B
A Nora Bergslags Järnväg AB svéd magán vasúttársaság 1938-ban kettő DWK D 200 és 1943-ban kettő DWK 220 B típusú mozdonyt szerzett be. A második világháború után további mozdonyokat kívánt vásárolni ebben a teljesítménycsoportban, azonban a DWK utódvállalata, a Maschinenbau Kiel (MaK) még nem fejezte be az új mozdonyplatformjának kifejlesztését. A MaK 240 B típusnevű mozdonysorozathoz a DWK 220 B kialakítását nagyrészt átvették, azonban abba a MaK „MS 24” típusú, 200 metrikus lóerő (147 kW) névleges teljesítményű motorját szereltek. A sorozat a Maschinenbau Kiel egyetlen normál nyomtávú, mechanikus erőátvitelű mozdonya. A típusból 1951 és 1953 között összesen tizenhét példányt gyártottak.

## Üzemeltetők

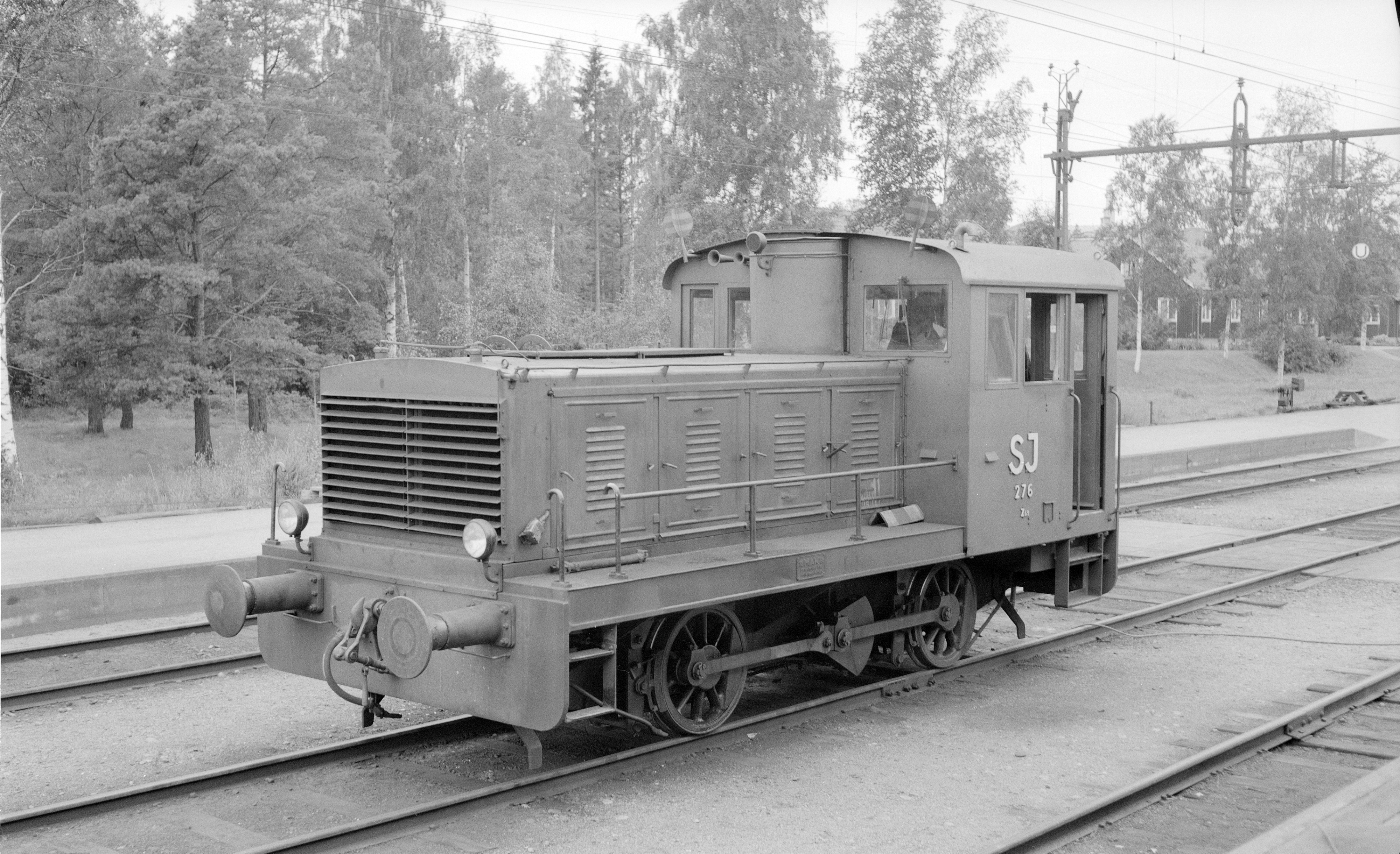
Az SJ Z69 276 pályaszámú MaK 240 B-je (1960)

A típusból 1938 és 1943 között 34 példányt gyártottak. A 220 B legnagyobb megrendelője a Birodalmi Légügyi Minisztérium volt 26 egységgel. A svéd Nora Bergslags Järnväg magán vasúttársaság, illetve az I.G. Farben a Zyklon–B rovarölő készítmény gyártására alapított Anorgana leányvállalata is kettő-kettő DWK 220 B mozdonyt rendelt. Ezeken felül az Ystad–Eslövs Järnväg, a Braunkohle-Benzin AG, a Wintershall és a Reichswerke Hermann Göring is vásárolt egy példányt a típusból.
A harmincnégy legyártott példányból tizenhatot selejteztek, illetve tizenhárom holléte ismeretlen. A biztosan fennmaradt példányok közül egyet műemlékként állítottak ki, míg a többi négy mozdonyt múzeumvasutakon őrizték meg.
| DWK 220 B mozdonyok listája |             |                                         |                                                          | |
| Gyártási szám               | Gyártás éve | Első üzemeltető                         | Legutóbbi üzemeltető                                     | Megjegyzés |
| 618                         | 1938        | Reichsluftfahrtministerium              | Preussag Boliden Blei GmbH                               | Az 1950-es években 200 metrikus lóerős KHD A12L 714 típusú, 200 metrikus lóerő névleges teljesítményű motorral szerelték fel. 1985 előtt selejtezték |
| 642                         | 1938        | Reichswerke Hermann Göring „642“        | Impresa Pezzini „202.01“                                 | 1961-ben új motorral szerelték fel, felépítményeit átalakították. Holléte ismeretlen |
| 643                         | 1938        | Reichsluftfahrtministerium              | Gleismac Italiana „T 7075”                               | 1990-ben selejtezték |
| 644                         | 1939        | Reichsluftfahrtministerium              | Deutsche Bundesbahn „270 052-4”                          | 1952-ben a Wehrmacht WR 200 B 14 sorozat alapján átépítették; MaK-motort és Voith-hajtóművet kapott. 1977 februárjában javítástól elhalasztásra jelölték, két hónappal később kivonták az állományból, majd 1978 januárjában selejtezték                                                              |
| 645                         | 1939        | Wintershall, Mineralölwerk Lützkendorf  | VEB Mineralölwerk Lützkendorf „4”                        | Az 1940-es években a lützkendorfi ásványolajgyárat ért légicsapások során belecsúszott a Geisel folyóba, ahonnan 1947-ben mentették ki. 1947-ben vagy 1949-ben üzemképes állapotba hozták, az 1950-es években selejtezték                                                                             |
| 671                         | 1939        | Reichsluftfahrtministerium              | VEB Lokreparatur Tharandt                                | Holléte ismeretlen |
| 672                         | 1939        | Braunkohle-Benzin AG, Hydrierwerk Zeitz | Braunkohle-Benzin AG, Hydrierwerk Zeitz                  | Holléte ismeretlen |
| 673                         | 1939        | Reichsluftfahrtministerium              | Deutsche Bundesbahn „270 057-3”                          | 1952-ben a Wehrmacht WR 200 B 14 sorozat alapján átépítették; MaK-motort és Voith-hajtóművet kapott. 1978 novemberében javítástól elhalasztásra jelölték, négy hónappal később kivonták az állományból, majd 1983 szeptemberében selejtezték                                                          |
| 674                         | 1939        | Reichsluftfahrtministerium              | Portlux SA                                               | 1971 körül selejtezték |
| 675                         | 1940        | Ystad–Eslövs Järnväg „20”               | Östra Skånes Järnvägar                                   | |
| 676                         | 1943        | Nora Bergslags Järnväg „T 5“            | Nora Bergslags Veteran-Jernväg „5”                       | |
| 677                         | 1943        | Nora Bergslags Järnväg „T 6“            | Norrlands Skogsägares Cellulosa AB                       | 1982-ben hallstahammarban ócskavasként feldarabolták |
| 678                         | 1940        | Reichsluftfahrtministerium „10855“      | Friul Motor Alfredo Bulfone „T 3661“                     | 1952-ben a Deutsche Bundesbahn a Wehrmacht WR 200 B 14 sorozat alapján átépítette; MaK-motort és Voith-hajtóművet kapott. 1996-ban selejtezték |
| 679                         | 1940        | Reichsluftfahrtministerium              | S. A. de Wendel & Cie                                    | Holléte ismeretlen |
| 680                         | 1940        | Reichsluftfahrtministerium              | Reichsluftfahrtministerium                               | Holléte ismeretlen |
| 696                         | 1940        | Reichsluftfahrtministerium              | VEBA Chemie AG, Werk II „3”                              | 1981-ben selejtezték |
| 697                         | 1940        | Reichsluftfahrtministerium              | Reichsluftfahrtministerium                               | Holléte ismeretlen |
| 698                         | 1940        | Reichsluftfahrtministerium              | S. A. de Wendel & Cie                                    | Holléte ismeretlen |
| 699                         | 1940        | Reichsluftfahrtministerium              | VEB Kalibetrieb Südharz, Werk Karl Marx                  | Holléte ismeretlen |
| 700                         | 1940        | Reichsluftfahrtministerium „3029”       | Deutsche Bundesbahn „270 059-9”                          | 1952-ben a Wehrmacht WR 200 B 14 sorozat alapján átépítették; MaK-motort és Voith-hajtóművet kapott. 1975 augusztusában javítástól elhalasztásra jelölték, három hónappal később kivonták az állományból, majd 1976 februárjában selejtezték                                                          |
| 721                         | 1942        | Reichsluftfahrtministerium              | Deutsche Reichsbahn „V 22 046”                           | 1967 júniusában törölték az állományból, az 1960-as évek során selejtezték |
| 722                         | 1941        | Anorgana „4” – „Dorle”                  | Farbwerke Hoechst „D 66”                                 | 1980-ban letétbe helyezték, 1996-ban a kastli vasútállomáson, majd a 2000-es években a Hoechst AG gendorfi telephelyén műemlékként állították ki |
| 723                         | 1941        | Anorgana                                | Hugo Stinnes AG „D 66”                                   | 1973-ban selejtezték |
| 724                         | 1942        | Reichsluftfahrtministerium              | Deutsche Reichsbahn „V 20 005”                           | 1966 júliusában törölték az állományból, majd még ebben az évben selejtezték |
| 725                         | 1942        | Reichsluftfahrtministerium „725”        | Deutsche Bundesbahn „270 056-5”                          | 1952-ben a Wehrmacht WR 200 B 14 sorozat alapján átépítették; MaK-motort és Voith-hajtóművet kapott. 1974 szeptemberében javítástól elhalasztásra jelölték, öt hónappal később kivonták az állományból, majd az 1970-es évek során selejtezték                                                        |
| 726                         | 1942        | Reichsluftfahrtministerium              | Reichsluftfahrtministerium                               | Holléte ismeretlen |
| 727                         | 1942        | Reichsluftfahrtministerium              | Reichsluftfahrtministerium                               | Holléte ismeretlen |
| 728                         | 1942        | Reichsluftfahrtministerium              | Jugopetrol                                               | Holléte ismeretlen |
| 729                         | 1942        | Reichsluftfahrtministerium „12379”      | Deutsche Bundesbahn „270 053-2”                          | 1952-ben a Wehrmacht WR 200 B 14 sorozat alapján átépítették; MaK-motort és Voith-hajtóművet kapott. 1976 szeptemberében javítástól elhalasztásra jelölték, a következő hónapban kivonták az állományból, majd 1977 októberében selejtezték                                                           |
| 730                         | 1943        | Reichsluftfahrtministerium              | Koninklijke Nederlandse Hoogovens en Staalfabrieken „28” | 1969-ben letétbe helyezték, 1971-ben selejtezték |
| 731                         | 1943        | Reichsluftfahrtministerium „WL 218”     | Historische Eisenbahn Mannheim e. V. „270 051-6”         | 1952-ben a Deutsche Bundesbahn a Wehrmacht WR 200 B 14 sorozat alapján átépítette; MaK-motort és Voith-hajtóművet kapott. 1978 februárjában a hajtómű meghibásodása után a Deutsche Bundesbahn javítástól vagy selejtezéstől elhalasztásra jelölte, majd négy hónappal később törölte az állományából |
| 732                         | 1943        | Reichsluftfahrtministerium              | Reichsluftfahrtministerium                               | Holléte ismeretlen |
| 733                         | 1943        | Reichsluftfahrtministerium „WL 255”     | Verein Braunschweiger Verkehrsfreunde „206”              | 1953-ban a Deutsche Bundesbahn a Wehrmacht WR 200 B 14 sorozat alapján átépítette; MaK-motort és Voith-hajtóművet kapott. Üzemképtelen, UIC-pályaszáma: 98 80 0270 058-7 D-VBV |
| 734                         | 1943        | Reichsluftfahrtministerium              | Reichsluftfahrtministerium                               | Holléte ismeretlen |
| MaK 240 B mozdonyok listája |             |                                         |                                                          | |
| 220001                      | 1951        | Nora Bergslags Järnväg „T 7”            | AB Gotthard Nilsson                                      | 1982-ben selejtezték |
| 220002                      | 1951        | Nora Bergslags Järnväg „T 8”            | Tuolluvaara Gruve AG                                     | 1982-ben selejtezték |
| 220003                      | 1951        | Statens Järnvägar „Z6 274”              | Björneborgs Jernverks AB                                 | 1994-ben egy degerforsi játszótéren állították ki |
| 220004                      | 1951        | Statens Järnvägar „Z6 275”              | Otterbäckens Järnvägsmuseiförening                       | 2001-ben Otterbäckenben műemlékként állították ki |
| 220005                      | 1951        | Statens Järnvägar „Z6 276”              | Statens Järnvägar „Z69 276”                              | 1964-ben selejtezték |
| 220006                      | 1953        | Svenska Skifferolje AB „84”             | Fagersta Järnverk                                        | Az 1960-as évek során selejtezték |
| 220007                      | 1953        | Bofors „211”                            | Laxå Bruks AB                                            | Holléte ismeretlen |
| 220008                      | 1953        | Nora Bergslags Järnväg „T 17”           | Järnvägssällskapet Åmål-Årjäng „T 17”                    | |
| 220009                      | 1953        | Svenska Skifferolje AB „83”             | Nora Bergslags Järnväg                                   | 1974-ben selejtezték |
| 220010                      | 1953        | Nora Bergslags Järnväg „T 9”            | Järnvägssällskapet Åmål-Årjäng „T 9”                     | |
| 220011                      | 1953        | Nora Bergslags Järnväg „T 10”           | Järnvägssällskapet Åmål-Årjäng „T 10”                    | |
| 220012                      | 1953        | Nora Bergslags Järnväg „T 11”           | Nora Bergslags Veteran-Jernväg „11”                      | |
| 220013                      | 1953        | Nora Bergslags Järnväg „T 12”           | Odsherreds Jernbane „64”                                 | 1986-ban selejtezték |
| 220014                      | 1953        | Nora Bergslags Järnväg „T 13”           | AB Storstockholms Lokaltrafik „Z6 13”                    | 1986-ban selejtezték |
| 220015                      | 1953        | Nora Bergslags Järnväg „T 14”           | Nora Bergslags Veteran-Jernväg „14”                      | |
| 220016                      | 1953        | Nora Bergslags Järnväg „T 15”           | Odsherreds Jernbane „65”                                 | 1986-ban selejtezték |
| 220017                      | 1953        | Nora Bergslags Järnväg „T 16”           | Björneborgs Jernverks AB                                 | Holléte ismeretlen |